# Boban Nikolov
Boban Nikolov (makedonska: Бобан Николов), född 28 juli 1994, är en makedonsk fotbollsspelare som spelar för Borac Banja Luka. Han representerar även Nordmakedoniens landslag.

## Karriär
Den 19 januari 2021 värvades Nikolov till italienska Lecce. Han debuterade i Serie B den 24 januari 2021 i en 2-2-match mot Empoli. Nikolov hann med att spela i 54 minuter innan han byttes ut mot svensken John Björkengren.
I augusti 2021 värvades Nikolov av moldaviska Sheriff Tiraspol.